# Агнес фон Хоенщауфен
Агнес фон Хоенщауфен (на немски: Agnes von Staufen; * 1176; † 7 или 9 май 1204 в Щаде) от род Хоенщауфен е чрез женитба пфалцграфиня при Рейн от 1195 до 1204 г.
Тя е дъщеря и наследничка на пфалцграфа при Рейн Конрад Хоенщауфен († 1195) и втората му съпруга Ирмгард фон Хенеберг († 1197). Баща ѝ е по-малък полубрат на император Фридрих Барбароса.
През 1180 г. Агнес е сгодена за Хайнрих от род Велфи, най-големият син на херцог Хайнрих Лъв и втората му съпруга Матилда от Англия, дъщеря на английския крал Хенри II и Елеонор Аквитанска.
През 1193 г. нейният братовчед, синът на Барбароса, император Хайнрих VI иска да даде Агнес за жена на френския крал Филип II Август.
На 3 февруари 1194 г. Агнес се омъжва тайно в замък Щалек за Хайнрих (1174 – 1227).
Хайнрих VI иска от Конрад веднага да анулира брака, но не успява. През март 1194 г. император Хайнрих VI (Хоенщауфен) и Хайнрих Лъв (Велфи) се сдобряват в Пфалц Тиледа.
Италианският композитор Гаспаре Спонтини пише операта „Агнес фон Хоенщауфен“, която има премиера на 12 юни 1829 г. в кралската опера Берлин.

## Деца
Агнес и Хайнрих V имат три деца:
- Хайнрих VI Младши (* 1197, † 1214), ∞ 1212 Матилда от Брабант († 1267)
- Ирменгард (* ок. 1200, † 1260), наследничка на Пфорцхайм, ∞ 1217 Херман V, маркграф на Баден († 1243)
- Агнес (* 1201, † 1267), наследничка на Пфалц-Рейн, ∞ 1222 Ото II херцог на Бавария († 1253)